# Chiesa di Santa Maria Assunta (Ville d'Anaunia)
La chiesa di Santa Maria Assunta è la parrocchiale a Tassullo, frazione di Ville d'Anaunia, in Trentino. Fa parte della zona pastorale delle Valli del Noce e risale al XII secolo.

## Storia

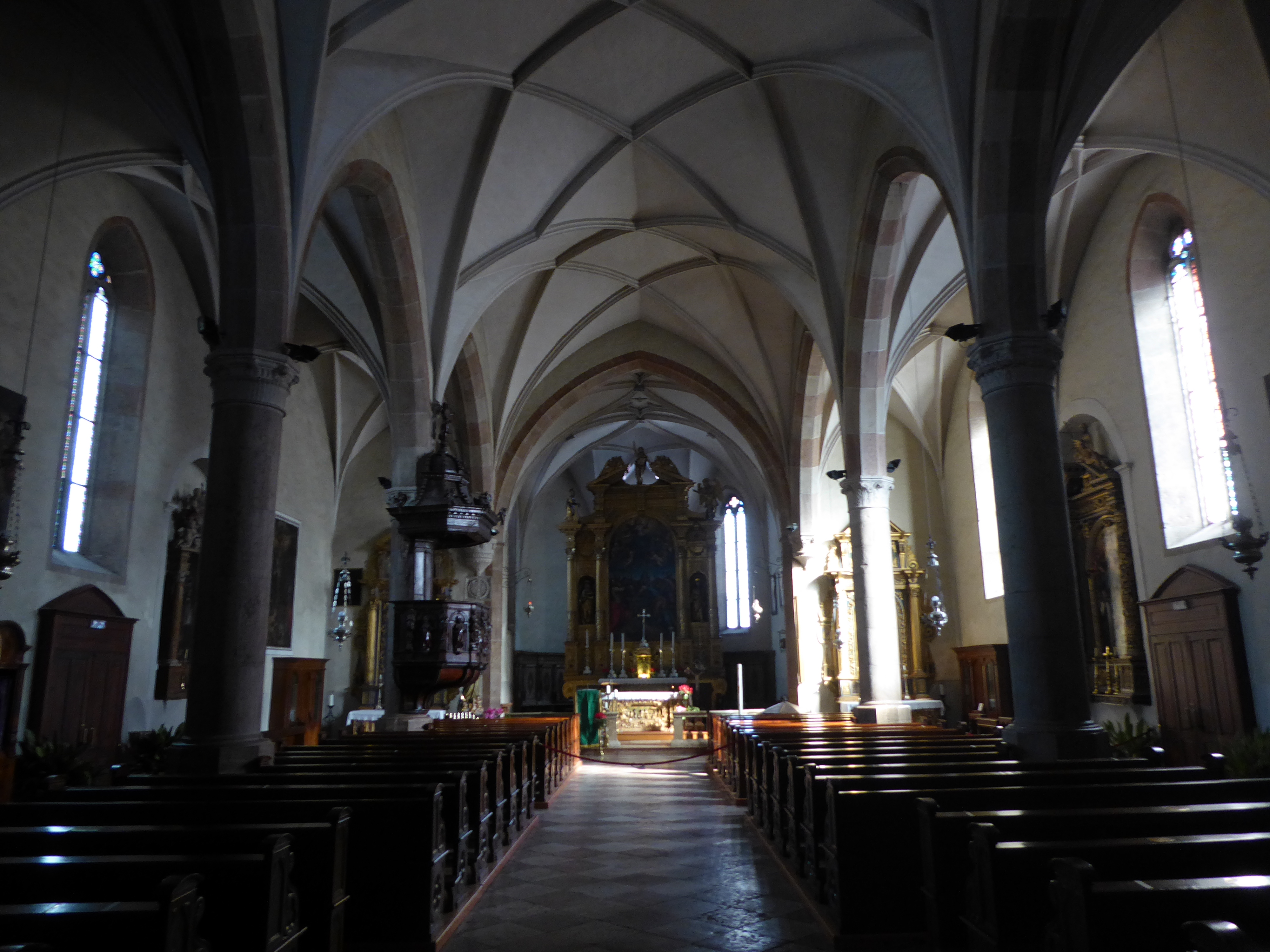
Interno

La prima citazione ufficiale di un luogo sacro dedicato alla Santa Maria Assunta nella località di Tassullo si riferirebbe alla consacrazione del suo altare maggiore, avvenuta nel 1101. Nel 1128 una pergamena rinvenuta nella chiesa di San Biagio a Nanno citerebbe nuovamente la chiesa. Nel 1231 un'altra menzione della pieve di Tassullo si troverebbe in un terzo documento dove si parla del'archipresbiter de Tasulle. Risale poi al 1309 un inventario dei beni presenti nella chiesa.
A metà del XV secolo vennero effettuati restauri architettonici e quasi un secolo dopo, a partire dal 1513, l'edificio venne ricostruito sul modello della parrocchiale di Cles. Vennero rivisti abside e presbiterio con l'altare maggiore e venne iniziata la costruzione della torre campanaria. La navata venne ampliata e anche le coperture vennero ultimate. Nel 1558 vi fu la consacrazione solenne a Santa Maria Assunta e subito dopo fu ultimato il campanile.
Nuovi ampliamenti alla navata si realizzarono nel XVII secolo e nella nuova cantoria trovò posto un organo, inoltre venne edificata la sacrestia e fu costruito il pulpito in legno.
Durante il secolo seguente sul campanile venne installato un orologio e l'organo originario venne sostituito.
Nel XIX secolo fu restaurato il pavimento della sala e venne decorata la zona absidale.
La chiesa venne elevata a dignità di arcipretura nel 1922
A partire dalla seconda metà del XX secolo iniziò un nuovo ciclo di restauri conservativi e venne riparato l'orologio, vennero rinfrescati gli intonaci ed i marmi della facciata, si misero in cantiere misure di protezione dall'umidità e si realizzarono vari altri lavori di miglioramento dell'edificio e degli spazi attorno.